# 喀布里斯坦
喀布里斯坦，是現在阿富汗喀布爾省歴史上的稱呼，包括白沙瓦。喀布里斯坦以南是阿富汗，西北是呼羅珊。
18-20世纪歐洲作家提及杜蘭尼帝國時有時稱喀布爾王國。
早期喀布里斯坦統治者是喀布爾-夏希王朝，統治時期由565年至879年，並建一幅墙保護喀布爾。但最後也被薩法爾王朝征服，退縮到只剩下喀布爾。